# George LeMieux
George S. LeMieux (ur. 21 maja 1969) – amerykański prawnik i polityk, działacz Partii Republikańskiej. W latach 2009–2011 Senator Stanów Zjednoczonych z Florydy.
Wieloletni funkcjonariusz republikańskiego aparatu politycznego i adwokat, LeMieux był najbliższym współpracowników gubernatora Florydy Charliego Crista, którego był szefem sztabu do stycznia 2008, kiedy powrócił do praktyki adwokackiej.
Gdy senator Mel Martinez ogłosił, iż nie będzie ubiegał się o ponowny wybór, postanowił jednocześnie wcześniej zrezygnować a mandatu. Gubernator Crist jego następcą wyznaczył LeMieux.